# Orestias
Orestias és un gènere de peixos de la família dels ciprinodòntids i de l'ordre dels ciprinodontiformes.

## Taxonomia
- Orestias agassizii (Valenciennes, 1846).
- Orestias albus (Valenciennes, 1846).
- Orestias ascotanensis (Parenti, 1984).
- Orestias chungarensis (Vila & Pinto, 1987).
- Orestias crawfordi (Tchernavin, 1944).
- Orestias ctenolepis (Parenti, 1984).
- Orestias cuvieri (Valenciennes, 1846).
- Orestias elegans (Baird i Girard, 1853).
- Orestias empyraeus (Allen, 1942).
- Orestias forgeti (Lauzanne, 1981).
- Orestias frontosus (Cope, 1876).
- Orestias gilsoni (Tchernavin, 1944).
- Orestias gracilis (Parenti, 1984).
- Orestias gymnotus (Parenti, 1984).
- Orestias hardini (Parenti, 1984).
- Orestias imarpe (Parenti, 1984).
- Orestias incae (Garman, 1895).
- Orestias ispi (Lauzanne, 1981).
- Orestias jussiei (Valenciennes, 1846).
- Orestias lastarriae (Philippi, 1876).
- Orestias laucaensis (Arratia, 1983).
- Orestias luteus (Valenciennes, 1846).
- Orestias minimus (Tchernavin, 1944).
- Orestias minutus (Tchernavin, 1944).
- Orestias mooni (Tchernavin, 1944).
- Orestias mulleri (Valenciennes, 1846).
- Orestias multiporis (Parenti, 1984).
- Orestias mundus (Parenti, 1984).
- Orestias olivaceus (Garman, 1895).
- Orestias parinacotensis (Arratia, 1982).
- Orestias pentlandii (Valenciennes, 1846).
- Orestias piacotensis (Vila, 2006)..
- Orestias polonorum (Tchernavin, 1944).
- Orestias puni (Tchernavin, 1944).
- Orestias richersoni (Parenti, 1984).
- Orestias robustus (Parenti, 1984).
- Orestias silustani (Allen, 1942).
- Orestias taquiri (Tchernavin, 1944).
- Orestias tchernavini (Lauzanne, 1981).
- Orestias tomcooni (Parenti, 1984).
- Orestias tschudii (Castelnau, 1855).
- Orestias tutini (Tchernavin, 1944).
- Orestias uruni (Tchernavin, 1944).
- Orestias ututo (Parenti, 1984).[1][2][3]